# Scott Davis (ciclista)
Scott Davis (Bundaberg, Austràlia, el 22 d'abril del 1979) és un ciclista australià que fou professional del 2003 al 2010. És el germà gran d'Allan Davis.

## Palmarès
- 1997
  -  Campió del món júnior en Persecució per equips (amb Graeme Brown, Brett Lancaster i Michael Rogers)
- 1999
  - Vencedor d'una etapa del Tour de Tasmània
- 2002
  - 3r al Baby Giro

### Resultats a la Volta a Espanya
- 2006. 91è de la classificació general
- 2007. 77è de la classificació general

### Resultats al Giro d'Itàlia
- 2003. Fora de control (18a etapa)
- 2004. 90è de la classificació general
- 2006. 65è de la classificació general